# Евпатория (аэропорт)
Евпатория — действующий аэродром совместного базирования на северо-востоке города Евпатории. Аэродром расположен в северо-восточном промышленном районе на территории городского округа Евпатория, примыкает вплотную к микрорайону Авиагородок, где размещается воинская часть ЧФ ВМФ.
На аэродроме расположено Государственное унитарное предприятие Республики Крым «Евпаторийский авиаремонтный завод».

## История
История аэродрома начинается с создания посадочной площадки для авиаремонтного завода, ведущего свою историю с 1926 года. Государственное унитарное предприятие Республики Крым «Евпаторийский авиационный ремонтный завод» (ЕАРЗ) было основано как самостоятельное предприятие 25 ноября 1939 (предприятие существует с 1926 г.). 12 ноября 1991 на аэродроме приземлился пассажирский самолёт Як-42. С этого момента завод стал первым военным предприятием, которому был разрешён ремонт гражданских самолётов.
Завод имеет деловые отношения с Индией, Анголой, Болгарией, Мексикой, Колумбией и разными авиакомпаниями мира, тесные отношения с Авиационным научно-техническим комплексом имени Антонова. Результатом такого сотрудничества было освоение технического обслуживания Ан-12 специалистами ЕАРЗ. Затем, с 1999 года завод начал освоение периодического технического обслуживания и подготовку сертификации технического обслуживания самолётов Ан-24, Ан-26, Ан-32. Евпаторийский авиационный ремонтный завод имеет соответствующие сертификаты для выполнения работ по гражданской авиации.
В 2002 году на предприятии создана и введена система менеджмента качества на базе требований национальных, а также международных стандартов в области качества серии ISO 9000, AS 9000, национальных и международных Авиационных Правил.
С целью реализации Генерального плана города Евпатория, а также Стратегического плана экономического и социального развития города Евпатория на период до 2015 года, государственным предприятием Министерства обороны Украины «Евпаторийский авиационный ремонтный завод» совместно с главным управлением инвестиционной политики и внешнеэкономических связей Евпаторийского городского совета в 2009 году разработана концепция бизнес плана проекта по созданию в городе «Аэропорта Евпатория».
В 2014 году предприятие было переименовано в ГУП РК «Евпаторийский авиаремонтный завод». В начале администрация города Евпатории планировала строительство пассажирского аэропорта, однако инвесторов так и не нашлось. В 2016 году Ульяновский институт гражданской авиации предложил создать на месте аэродрома учебно-тренировочный центр для обучения пилотов.

## Проезд
Аэропорт находится в 2 километрах от транспортной развязки «Симферополь — Евпатория — Раздольное», близ ОГИБДД по городу Евпатория, на территории городского округа Евпатория. Расстояние до западной части Евпатории составляет 2 километров, до Театральной площади Евпатории — 5 километров, до Симферополя — около 60 километров, до Севастополя — около 90 километров.